# Скоростной автобус Бангкока
Скоростной автобус Бангкока (тайск. รถโดยสารด่วนพิเศษ, англ. Bus Rapid Transit (BRT)) — это уличная система общественного транспорта в Бангкоке, характеризуемая меньшей стоимостью и большей скоростью строительства, чем метро. Действует на дорогах общего пользования по выделенной полосе. Задачей линии является подвоз пассажиров к станциям BTS наиболее быстрым способом.

## История
Проектирование системы BRT велось с начала XXI века разными организациями. Отдел транспортного планирования Министерства транспорта Таиланда (Office of Transport and Traffic Policy and Planning - OTP) разрабатывал гибридную систему скоростного автобуса с боковыми и островными платформами. Предлагалось создать сеть из 13 линий общей протяженностью более 450 км. В те же годы Департамент транспорта мэрии Бангкока (BMA) предложил свой вариант системы скоростного автобуса. Предполагалось к 2005 году запустить 2 пилотных линии, а к 2010 году довести количество линий до 12. Позже проект был пересмотрен. В итоге мэрией Бангкока был принят "Генеральный план линий скоростного автобуса на 2007-2009 годы". В соответствии с ним предлагалось создать транспортную сеть из 5 линий общей протяженностью 120 километров с бюджетом около 13 000 000 000 батов.
В 2007 году началось создание первого сегмента (длиной 16км) первой из запланированных линий системы. Движение скоростного автобуса было начато 29 мая 2010 года. Официальное открытие состоялось 14 февраля 2011 года.
В 2017 году после окончания первого контракта на обслуживание управление системой скоростного автобуса был риск закрытия единственной линии. Проект был признан убыточным, спорным, но социально важным. Весной 2017 года цена билета увеличилась в 3 раза (до 15 батов) и линия продолжила работу.
В 2022 году руководство города вновь рассматривало возможность перспективного закрытия линии после окончания второго контракта летом 2023 года. 
По состоянию на начало 2023 года ни проект OTP, ни проект BMA не получили развития и в эксплуатации находится лишь тестовый сегмент в 16 км.

## Описание системы
Линия начинается около станции BTS Чонг Нонси, идет по улице Наративат Рачанагаринда, улице Рамы III, до станции Талат Пхлу. Всего на линии 12 остановок при длине маршрута 16 км. На маршруте действует 25 автобусов Sunlong SLK6125CNG с 6-00 до 24-00. Первоначальный тариф составлял 10 бат, затем был уменьшен до 5 бат в 2013 году. Студенты, инвалиды и монахи имеют права пользоваться сервисом бесплатно. На линии может быть использована для оплаты карта пассажира Rabbit Card.  С 29 мая 2017 года цена проезда была повышена до 15 бат. 
Остановки островные. Каждая остановка имеет выходы по надземному переходу на обе стороны улицы, посреди которой находится. Посадочная платформа открытая с лавками и крышей, в надуличном переходе установлены автоматы для продажи билетов и турникеты. 
Мэрия Бангкока инвестировала 2 млрд. бат в строительство системы, а также выделила 535 млн. бат дотаций оператору маршрута, компании BTS за 7 лет обслуживания линии до 30 апреля 2017 года.
По данным оператора потребление топлива системой составило около 1300 тонн в год. То есть 0,18 литра на поездку одного пассажира.
Планируется замена двигателей на более эффективные во всех 25 автобусах системы в период с 2018 по 2019 год.

### Пассажиропоток
По данным за 2015 и начало 2016 года система перевозит 20 тыс. чел. в сутки. К 2020 году ежедневный пассажиропоток составлял 17 000 - 19 000 человек в сутки, что меньше ожидавшихся 30 000 пассажиров. В период эпидемии Covid пассажиропоток снизился до 6 000 человек. К середине 2022 года пассажиропоток восстановился до 10 000 человек.

#### Годовой пассажиропоток
- 2017 - 5 326 369 пассажиров;
- 2018 - 4 557 504 пассажиров;
- 2019 - 4 649 783 пассажиров;
- 2020 - 3 306 450 пассажиров;
- 2021 - 1 891 145 пассажиров;
- 2022 - 2 471 699 пассажиров.[7]

### Организационная структура
Мэрия Бангкока (Bangkok Metropolitan Adminisration - BMA) заключила 10 летний контракт с Krungthep Thanakom Co., Ltd о создании линии BRT и ее управлении (с 29 мая 2007 года по 29 мая 2017 года). Позже контракт был продлен на период с 29 мая 2017 года по 31 августа 2023 года. В свою очередь Krungthep Thanakom Co., Ltd выбрала оператором линии Скоростного автобуса Бангкока на период с 1 сентября 2017 года по 31 августа 2023 года вновь компанию Bangkok Mass Transit System Public Company Limited (BTSC), уже выполнявшей эту работу в период с мая 2010 по май 2017 года. 

## Остановки

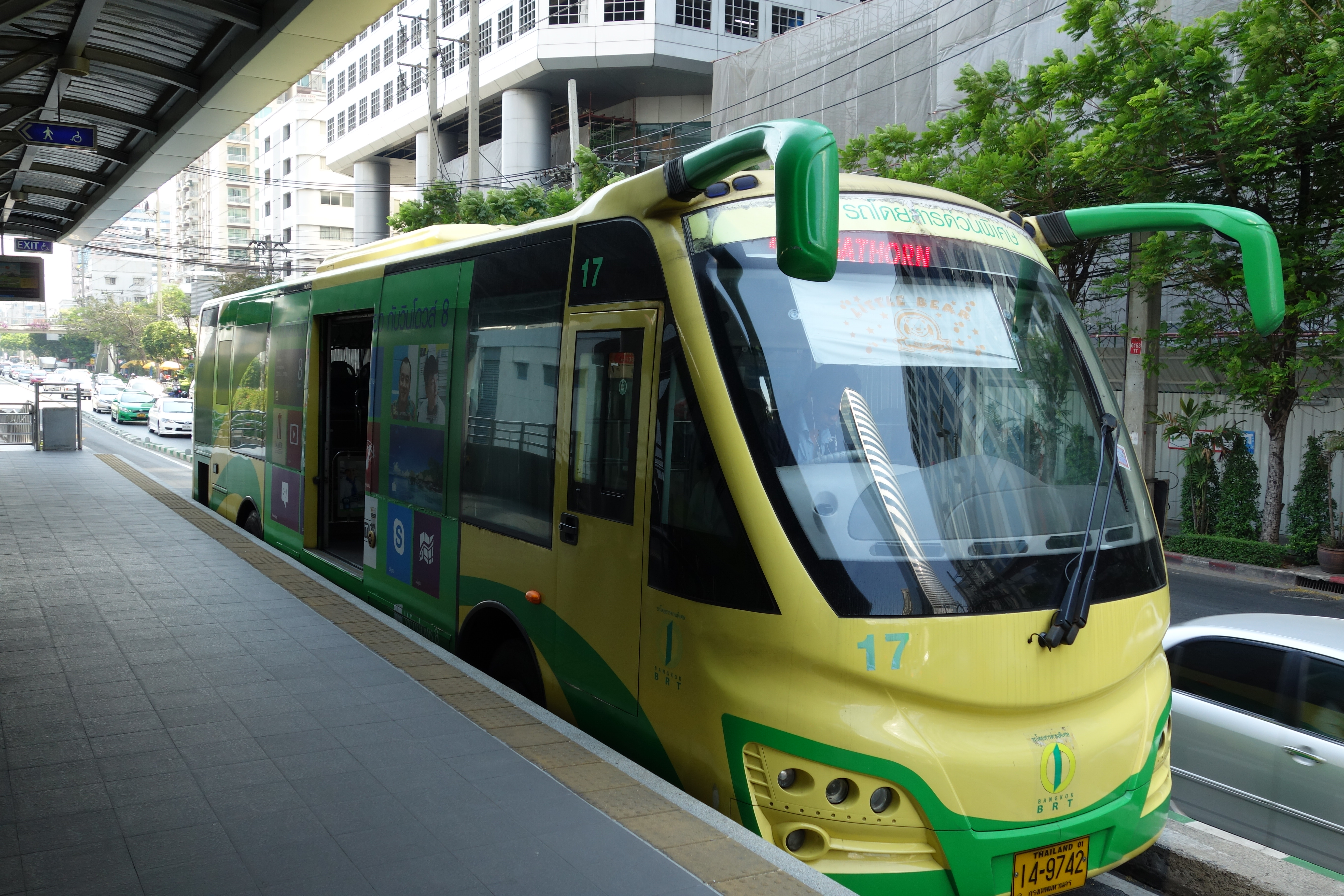
Автобус на остановке

| Код | Название на русском | Название на английском | Название на тайском | Пересадка      |  |
| --- | ------------------- | ---------------------- | ------------------- | -------------- |  |
| B1  | Сатхон              | Sathorn                | สาทร                | BTS Чонг Нонси |  |
| B2  | Акхан Сонгкхро      | Akhan Songkhro         | อาคารสงเคราะห์       |                |  |
| B3  | Текник Крунгтхеп    | Technic Krungthep      | เทคนิคกรุงเทพ         |                |  |
| B4  | Тханон Чан          | Thanon Chan            | ถนนจันทน์             |                |  |
| B5  | Нарарам 3           | Nararam III            | นราราม 3            |                |  |
| B6  | Ват Дан             | Wat Dan                | วัดด่าน               |                |  |
| B7  | Ват Париват         | Wat Priwat             | วัดปริวาส             |                |  |
| B8  | Ват Докмай          | Wat Dokmai             | วัดดอกไม้             |                |  |
| B9  | Сапхан Пхрарам Гау  | Rama IX Bridge         | สะพานพระรามเก้า      |                |  |
| B10 | Чаренрат            | Charoenrat             | เจริญราษฎร์           |                |  |
| B11 | Сапхан Пхрарам Сам  | Rama III Bridge        | สะพานพระรามสาม      |                |  |
| B12 | Ратчапрык           | Ratchaphruek           | ราชพฤกษ์             | BTS Талат Пхлу |  |

## Кризис
В течение длительного времени система подвергалась критике за убыточность и низкую скорость перевозок. Заместитель мэра Бангкока Amnuay Nimmano заявил, что система будет закрыта в апреле 2017 года из-за того, что приносит убытки в 200 млн.бат в год, так как заканчивается контракт на ее обслуживание.
В результате проведенного опроса более 3500 жителей района (пассажиров автобуса, метро, водителей автомобилей и мотоциклов), где действует линия, было установлено, что 80% против закрытия линии и даже согласны на повышение цены проезда в случае, если это поможет спасти маршрут. 70% водителей легковых автомобилей предположили что транспортная ситуация не улучшится, если выделенная автобусная полоса будет демонтирована. 
2 Мая 2017 года мэр города сообщил, что повышение цены проезда с 5 до 15 бат позволит сохранять для бюджета более 200000 бат ежегодно в течение ближайших 6 лет. С 29 мая 2017 года цена маршрута была повышена до 15 бат.
Пользователи системы сообщают о задержках транспорта, поломках кондиционеров в автобусах, сломанных эскалаторах на станциях.